# أستيبان فوريتيس
أستيبان فوريتيس (بالإسبانية: Esteban Fuertes) (26 ديسمبر 1972 ببوينس آيرس في الأرجنتين - ) هو لاعب كرة قدم أرجنتيني في مركز الهجوم. شارك مع منتخب الأرجنتين لكرة القدم. أما مع النوادي، فقد لعب مع إنديبندينتي وديربي كاونتي وريفر بليت ولوس أنديس ونادي أتليتيكو كولون ونادي أونيفرسيداد كاتوليكا ونادي تينيريفي ونادي راسينغ ونادي لانس وأتليتكو بلاتينسي ‏ وClub El Porvenir ‏ وSport Boys Warnes ‏.

## وصلات خارجية
- أستيبان فوريتيس على موقع قاعدة بيانات كرة القدم.إي يو (الإنجليزية)
- أستيبان فوريتيس على موقع ناشيونال فوتبول تيمز (الإنجليزية)
- أستيبان فوريتيس على موقع Soccerbase.com (لاعب) (الإنجليزية)
- أستيبان فوريتيس على موقع Soccerway.com (الإنجليزية)
- أستيبان فوريتيس على موقع عالم كرة القدم.نت (الإنجليزية)